# 甲府市警察
甲府市警察（こうふしけいさつ）は、かつて存在した山梨県甲府市の自治体警察。

## 概要
旧警察法施行で、従来の山梨県警察部が解体され、1948年（昭和23年）3月7日に甲府市警察署が設置された。
その後、1954年（昭和29年）に、旧警察法が全面改正される形で新警察法が公布された。これにより国家地方警察と自治体警察が廃止され、新たに都道府県警察として山梨県警察本部が発足。甲府市警察も山梨県警察に統合され、姿を消した。